# Kolloidosmotischer Druck
Der kolloidosmotische Druck (KOD) (auch onkotischer Druck) ist der Anteil am osmotischen Druck, der durch die Kolloide einer Lösung bewirkt wird. Die Messung des kolloidosmotischen Drucks wird als Onkometrie bezeichnet.
In menschlichen Körperflüssigkeiten, z. B. dem Blutplasma, wird der kolloidosmotische Druck hauptsächlich durch Proteine wie Albumin oder Globuline bestimmt. Er ist für die Aufrechterhaltung des Plasmavolumens essentiell, da beim Menschen die Gefäßwand meist gut durchlässig ist für kleinmolekulare Plasmabestandteile (z. B. Ionen), wodurch die osmotische Druckdifferenz fast immer ausgeglichen wäre. Da das Endothel aber für Kolloide verschieden durchlässig ist, entsteht ein Druck in das Gefäß zum Plasma hinein (intravasal), der dem natürlichen hydrostatischen Druck nach extravasal entgegenwirkt. Die Differenz dieser Drücke (hydrostatischer Druck – kolloidosmotischer Druck) nennt man den effektiven Filtrationsdruck.